# Championnat de Russie de football de troisième division 2017-2018
Navigation
Édition précédente Édition suivante
La saison 2017-2018 de PFL est la vingt-sixième édition de la troisième division russe. C'est la septième édition à suivre un calendrier « automne-printemps » à cheval sur deux années civiles. Elle prend place du 19 juillet 2017 au 27 mai 2018.
Soixante-quatre clubs du pays sont divisés en cinq zones géographiques (Centre, Est, Ouest, Oural-Privoljié, Sud) contenant entre six et dix-sept équipes chacune, où ils s'affrontent deux à quatre fois, à domicile et à l'extérieur. En fin de saison, le dernier de chaque zone est relégué en quatrième division, tandis que le vainqueur de chaque zone est directement promu en deuxième division.

## Compétition

### Règlement
Le classement est établi sur le barème de points suivant : trois points pour une victoire, un pour un match nul et aucun pour une défaite. Pour départager les équipes à égalité de points, les critères suivants sont utilisés :
1. Confrontations directes (points, matchs gagnés, différence de buts, buts marqués, buts marqués à l'extérieur)
2. Nombre de matchs gagnés
3. Différence de buts générale
4. Buts marqués (général)
5. Buts marqués à l'extérieur (général)

### Zone Centre

#### Participants
Légende des couleurs
- Relégué de deuxième division
- Promu de quatrième division

| Club                | D3 depuis | Classement 2016-2017      |
| ------------------- | --------- | ------------------------- |
| Sokol Saratov       | 2017      | 18 (D2)                   |
| Saturn Ramenskoïe   | 2016      | 2                         |
| Torpedo Moscou      | 2015      | 3                         |
| Energomach Belgorod | 2015      | 4                         |
| Metallourg Lipetsk  | 2010      | 7                         |
| FK Riazan           | 2010      | 8                         |
| Dinamo Briansk      | 2013      | 9                         |
| FK Kalouga          | 2010      | 10                        |
| Zénith Penza        | 2010      | 11                        |
| Stroguino Moscou    | 2013      | 11 (Ouest)                |
| Khimik Novomoskovsk | 2017      | 2 (D4, Tchernozem)        |
| Rotor-2 Volgograd   | 2017      | 5 (D4, Tchernozem)        |
| Zorki Krasnogorsk   | 2017      | 16 (D4, Moscou, groupe A) |
| Ararat Moscou       | 2017      | Fondation                 |

#### Classement
| Rang | Équipe                | Pts | J  | G  | N | P  | Bp | Bc | Diff |
| ---- | --------------------- | --- | -- | -- | - | -- | -- | -- | ---- |
| 1    | Ararat Moscou P       | 63  | 26 | 19 | 6 | 1  | 52 | 17 | +35  |
| 2    | Energomach Belgorod   | 53  | 26 | 15 | 8 | 3  | 45 | 20 | +25  |
| 3    | FK Riazan             | 46  | 26 | 14 | 4 | 8  | 37 | 23 | +14  |
| 4    | Zorki Krasnogorsk P   | 43  | 26 | 13 | 4 | 9  | 42 | 26 | +16  |
| 5    | Metallourg Lipetsk    | 43  | 26 | 12 | 7 | 7  | 34 | 34 | 0    |
| 6    | Torpedo Moscou        | 42  | 26 | 11 | 9 | 6  | 44 | 22 | +22  |
| 7    | Sokol Saratov R       | 39  | 26 | 11 | 6 | 9  | 36 | 38 | -2   |
| 8    | Saturn Ramenskoïe     | 37  | 26 | 10 | 7 | 9  | 37 | 34 | +3   |
| 9    | Stroguino Moscou      | 36  | 26 | 11 | 3 | 12 | 38 | 37 | +1   |
| 10   | Dinamo Briansk        | 34  | 26 | 10 | 4 | 12 | 33 | 29 | +4   |
| 11   | Khimik Novomoskovsk P | 31  | 26 | 9  | 4 | 13 | 31 | 35 | -4   |
| 12   | FK Kalouga            | 21  | 26 | 5  | 6 | 15 | 20 | 37 | -17  |
| 13   | Rotor-2 Volgograd P   | 11  | 26 | 3  | 2 | 21 | 19 | 51 | -32  |
| 14   | Zénith Penza          | 11  | 26 | 3  | 2 | 21 | 12 | 77 | -65  |

Relégation en quatrième division
- 1er, 2e et 14e : rétrogradation

Abréviations
- R : Relégué de deuxième division
- P : Promu de quatrième division

1. ↑  L'Ararat Moscou refuse d'accéder à la deuxième division pour la saison 2018-2019 et déménage en Arménie à l'issue de la saison[2].
2. ↑  L'Energomach Belgorod est dissous à l'issue de la saison[3].
3. ↑  Le Zénith Penza se retire de la compétition en mars 2018[4]. L'intégralité de ses matchs restants sont comptabilisés comme des défaites sur tapis vert sur le score de 3-0 en faveur de l'adversaire.

### Zone Est

#### Participants
| Club                         | D3 depuis | Classement 2016-2017 |
| ---------------------------- | --------- | -------------------- |
| FK Tchita                    | 2010      | 1                    |
| Dinamo Barnaoul              | 2014      | 2                    |
| Sakhaline Ioujno-Sakhalinsk  | 2015      | 3                    |
| Smena Komsomolsk-sur-l'Amour | 2002      | 4                    |
| Zénith Irkoutsk              | 2016      | 5                    |
| Irtych Omsk                  | 2011      | 6                    |

#### Classement
| Rang | Équipe                       | Pts | J  | G  | N | P  | Bp | Bc | Diff |
| ---- | ---------------------------- | --- | -- | -- | - | -- | -- | -- | ---- |
| 1    | Sakhaline Ioujno-Sakhalinsk  | 42  | 20 | 14 | 0 | 6  | 37 | 17 | +20  |
| 2    | Smena Komsomolsk-sur-l'Amour | 33  | 20 | 10 | 3 | 7  | 24 | 20 | +4   |
| 3    | Dinamo Barnaoul              | 29  | 20 | 7  | 8 | 5  | 18 | 18 | 0    |
| 4    | FK Tchita                    | 27  | 20 | 6  | 9 | 5  | 20 | 16 | +4   |
| 5    | Zénith Irkoutsk              | 22  | 20 | 6  | 4 | 10 | 22 | 34 | -12  |
| 6    | Irtych Omsk                  | 13  | 20 | 3  | 4 | 13 | 15 | 31 | -16  |

Relégation en quatrième division
- 2e : rétrogradation

1. ↑  La fédération russe annonce le 11 mai 2018 qu'aucune équipe du groupe Est n'a fait de demande de licence de deuxième division pour la saison 2018-2019, aucune équipe ne peut donc être promue à l'issue de la saison[5].
2. ↑  Le Smena Komsomolsk-sur-l'Amour se retire de la compétition à l'issue de la saison[6].

### Zone Ouest

#### Participants
Légende des couleurs
- Promu de quatrième division

| Club                           | D3 depuis | Classement 2016-2017 |
| ------------------------------ | --------- | -------------------- |
| FK Dolgoproudny                | 2012      | 2                    |
| Tekstilchtchik Ivanovo         | 2007      | 3                    |
| Spartak Kostroma               | 1998      | 5                    |
| Tchertanovo Moscou             | 2014      | 6 (Centre)           |
| Torpedo Vladimir               | 2013      | 7                    |
| CRFSO Smolensk                 | 2009      | 9                    |
| Pskov-747                      | 2008      | 10                   |
| FK Kolomna                     | 2013      | 12                   |
| Znamia Trouda Orekhovo-Zouïevo | 2007      | 13                   |
| FK Mourom                      | 2017      | 1 (D4, Anneau d'or)  |
| Veles Moscou                   | 2017      | 2 (D4, Moscou)       |
| Louki-Energia Velikié Louki    | 2017      | 3 (D4, Nord-Ouest)   |
| Dinamo-2 Saint-Pétersbourg     | 2017      | Fondation            |
| Kazanka Moscou                 | 2017      | Fondation            |

#### Classement
| Rang | Équipe                         | Pts | J  | G  | N  | P  | Bp | Bc | Diff |
| ---- | ------------------------------ | --- | -- | -- | -- | -- | -- | -- | ---- |
| 1    | Tchertanovo Moscou             | 61  | 26 | 19 | 4  | 3  | 52 | 15 | +37  |
| 2    | Tekstilchtchik Ivanovo         | 54  | 26 | 16 | 6  | 4  | 49 | 20 | +29  |
| 3    | Kazanka Moscou P               | 52  | 26 | 16 | 4  | 6  | 50 | 23 | +27  |
| 4    | Veles Moscou P                 | 46  | 26 | 14 | 4  | 8  | 46 | 32 | +14  |
| 5    | Spartak Kostroma               | 43  | 26 | 12 | 7  | 7  | 34 | 26 | +8   |
| 6    | FK Dolgoproudny                | 43  | 26 | 11 | 10 | 5  | 49 | 27 | +22  |
| 7    | Pskov-747                      | 37  | 26 | 11 | 4  | 11 | 30 | 36 | -6   |
| 8    | Torpedo Vladimir               | 36  | 26 | 10 | 6  | 10 | 38 | 34 | +4   |
| 9    | FK Mourom P                    | 32  | 26 | 8  | 8  | 10 | 24 | 28 | -4   |
| 10   | Dinamo-2 Saint-Pétersbourg P   | 32  | 26 | 8  | 8  | 10 | 29 | 35 | -6   |
| 11   | Louki-Energia Velikié Louki P  | 28  | 26 | 7  | 7  | 12 | 19 | 23 | -4   |
| 12   | CRFSO Smolensk                 | 25  | 26 | 7  | 4  | 15 | 26 | 40 | -14  |
| 13   | FK Kolomna                     | 16  | 26 | 5  | 1  | 20 | 18 | 59 | -41  |
| 14   | Znamia Trouda Orekhovo-Zouïevo | 4   | 26 | 1  | 1  | 24 | 12 | 78 | -66  |

Promotion en deuxième division
- 1er : promotion

Relégation en quatrième division
- 5e : rétrogradation

Abréviations
- R : Relégué de deuxième division
- P : Promu de quatrième division

1. ↑  Le Spartak Kostroma est rétrogradé en divisions amateurs à l'issue de la saison[7].
2. ↑  L'équipe réserve du Dinamo Saint-Pétersbourg disparaît à l'issue de la saison[8].

### Zone Oural-Privoljié

#### Participants
Légende des couleurs
- Relégué de deuxième division
- Promu de quatrième division

| Club                     | D3 depuis | Classement 2016-2017              |
| ------------------------ | --------- | --------------------------------- |
| Mordovia Saransk         | 2017      | 17 (D2)                           |
| Neftekhimik Nijnekamsk   | 2017      | 20 (D2)                           |
| Zénith Ijevsk            | 2011      | 2                                 |
| FK Tcheliabinsk          | 1998      | 3                                 |
| Syzran-2003              | 2011      | 4                                 |
| Nosta Novotroïtsk        | 2010      | 5                                 |
| Volga Oulianovsk         | 2009      | 6                                 |
| Kamaz Naberejnye Tchelny | 2016      | 7                                 |
| Lada Togliatti           | 2012      | 8                                 |
| Oural-2 Iekaterinbourg   | 2017      | 1 (D4, Oural-Sibérie occidentale) |
| FK Orenbourg-2           | 2017      | 6 (D4, Privoljié)                 |
| Anji Iounior Zelenodolsk | 2017      | Fondation                         |
| Krylia Sovetov-2 Samara  | 2017      | Fondation                         |

#### Classement
| Rang | Équipe                     | Pts | J  | G  | N | P  | Bp | Bc | Diff |
| ---- | -------------------------- | --- | -- | -- | - | -- | -- | -- | ---- |
| 1    | Mordovia Saransk R         | 56  | 24 | 17 | 5 | 2  | 38 | 8  | +30  |
| 2    | FK Tcheliabinsk            | 49  | 24 | 14 | 7 | 3  | 41 | 19 | +22  |
| 3    | Syzran-2003                | 46  | 24 | 14 | 4 | 6  | 35 | 22 | +13  |
| 4    | Kamaz Naberejnye Tchelny   | 45  | 24 | 13 | 6 | 5  | 37 | 19 | +18  |
| 5    | Zénith Ijevsk              | 42  | 24 | 13 | 3 | 8  | 28 | 17 | +11  |
| 6    | Neftekhimik Nijnekamsk R   | 42  | 24 | 12 | 6 | 6  | 42 | 21 | +21  |
| 7    | Volga Oulianovsk           | 41  | 24 | 12 | 5 | 7  | 33 | 17 | +16  |
| 8    | Nosta Novotroïtsk          | 36  | 24 | 10 | 6 | 8  | 40 | 30 | +10  |
| 9    | Lada Togliatti             | 25  | 24 | 8  | 1 | 15 | 25 | 51 | -26  |
| 10   | Oural-2 Iekaterinbourg P   | 17  | 24 | 5  | 2 | 17 | 19 | 33 | -14  |
| 11   | Anji Iounior Zelenodolsk P | 16  | 24 | 4  | 4 | 16 | 18 | 44 | -26  |
| 12   | FK Orenbourg-2 P           | 13  | 24 | 2  | 7 | 15 | 15 | 45 | -30  |
| 13   | Krylia Sovetov-2 Samara P  | 11  | 24 | 3  | 2 | 19 | 15 | 63 | -48  |

Promotion en deuxième division
- 1er : promotion

Relégation en quatrième division
- 3e et 11e : rétrogradation

Abréviations
- R : Relégué de deuxième division
- P : Promu de quatrième division

1. ↑  L'Anji Iounior Zelenodolsk se retire de la compétition en mars 2018[4]. L'intégralité de ses matchs restants sont comptabilisés comme des défaites sur tapis vert sur le score de 3-0 en faveur de l'adversaire.
2. 1 2  Les équipes réserves du FK Orenbourg et du Krylia Sovetov Samara rejoignent le championnat des jeunes pour la saison suivante.

### Zone Sud

#### Participants
Légende des couleurs
- Relégué de deuxième division
- Promu de quatrième division

| Club                       | D3 depuis | Classement 2016-2017 |
| -------------------------- | --------- | -------------------- |
| Spartak Naltchik           | 2017      | 19 (D2)              |
| Afips Afipski              | 2014      | 2                    |
| FK Armavir                 | 2016      | 3                    |
| Tchaïka Pestchanokopskoïe  | 2016      | 4                    |
| Tchernomorets Novorossiisk | 2012      | 5                    |
| FK Krasnodar-2             | 2013      | 6                    |
| SKA Rostov                 | 2015      | 8                    |
| Droujba Maïkop             | 1999      | 9                    |
| Spartak Vladikavkaz        | 2014      | 10                   |
| Biolog-Novokoubansk        | 2011      | 11                   |
| Dinamo Stavropol           | 2015      | 12                   |
| Angoucht Nazran            | 2014      | 13                   |
| Machouk-KMV Piatigorsk     | 2009      | 14                   |
| Legion-Dinamo Makhatchkala | 2016      | 15                   |
| Kouban-2 Krasnodar         | 2016      | 16                   |
| Anji-2 Makhatchkala        | 2017      | 7 (D4, Sud)          |
| Akademia Rostov            | 2017      | Fondation            |

#### Classement
| Rang | Équipe                     | Pts | J  | G  | N  | P  | Bp | Bc | Diff |
| ---- | -------------------------- | --- | -- | -- | -- | -- | -- | -- | ---- |
| 1    | FK Armavir                 | 79  | 32 | 24 | 7  | 1  | 70 | 16 | +54  |
| 2    | Afips Afipski              | 78  | 32 | 24 | 6  | 2  | 70 | 15 | +55  |
| 3    | Tchaïka Pestchanokopskoïe  | 58  | 32 | 17 | 7  | 8  | 51 | 25 | +26  |
| 4    | FK Krasnodar-2             | 54  | 32 | 16 | 6  | 10 | 58 | 37 | +21  |
| 5    | Tchernomorets Novorossiisk | 51  | 32 | 15 | 6  | 11 | 45 | 27 | +18  |
| 6    | Droujba Maïkop             | 50  | 32 | 15 | 5  | 12 | 36 | 45 | -9   |
| 7    | Spartak Naltchik R         | 44  | 32 | 11 | 11 | 10 | 36 | 27 | +9   |
| 8    | SKA Rostov                 | 44  | 32 | 12 | 8  | 12 | 40 | 38 | +2   |
| 9    | Legion-Dinamo Makhatchkala | 43  | 32 | 11 | 10 | 11 | 32 | 29 | +3   |
| 10   | Akademia Rostov P          | 42  | 32 | 12 | 6  | 14 | 26 | 44 | -18  |
| 11   | Machouk-KMV Piatigorsk     | 38  | 32 | 10 | 8  | 14 | 27 | 32 | -5   |
| 12   | Biolog-Novokoubansk        | 34  | 32 | 9  | 7  | 16 | 28 | 44 | -16  |
| 13   | Spartak Vladikavkaz        | 32  | 32 | 8  | 8  | 16 | 26 | 41 | -15  |
| 14   | Dinamo Stavropol           | 31  | 32 | 8  | 7  | 17 | 39 | 69 | -30  |
| 15   | Angoucht Nazran            | 28  | 32 | 7  | 7  | 18 | 29 | 56 | -27  |
| 16   | Anji-2 Makhatchkala P      | 25  | 32 | 6  | 7  | 19 | 26 | 52 | -26  |
| 17   | Kouban-2 Krasnodar         | 25  | 32 | 7  | 4  | 21 | 25 | 69 | -44  |

Promotion en deuxième division
- 1er : promotion

Relégation en quatrième division
- 2e, 16e et 17e : rétrogradation

Abréviations
- R : Relégué de deuxième division
- P : Promu de quatrième division

1. ↑  L'Afips Afipski se retire de la compétition à l'issue de la saison[9].
2. ↑  Le FK Krasnodar-2 est promu en deuxième division à l'issue de la saison du fait du manque d'équipes dans celle-ci à l'aube de la saison 2018-2019[10],[11].
3. ↑  L'équipe réserve de l'Anji Makhatchkala se retire de la compétition à l'issue de la saison[12].
4. ↑  L'équipe réserve du Kouban Krasnodar disparaît à la suite de la faillite puis de la dissolution du club à la fin de la saison[13].